# Arica (provins)
Provincia de Arica är en provins i Chile.   Den ligger i regionen Región de Arica y Parinacota, i den norra delen av landet, 1 700 km norr om huvudstaden Santiago de Chile. Antalet invånare är 186 488. Arean är 8 726 kvadratkilometer.
Terrängen i Provincia de Arica är mycket bergig.
Provincia de Arica delas in i:
- Arica
- Camarones

Trakten runt Provincia de Arica är ofruktbar med lite eller ingen växtlighet. Trakten runt Provincia de Arica är nära nog obefolkad, med mindre än två invånare per kvadratkilometer.